# Grosso guaio all'Esquilino - La leggenda del kung fu
Grosso guaio all'Esquilino - La leggenda del kung fu è un film italiano del 2023 diretto dal duo YouNuts!.

## Trama
Martino è un ex attore di mezza età, che ha interpretato il ruolo di protagonista in un vecchio b-movie sul kung fu. Oggi non ha un centesimo ed è stato appena sfrattato. Davide è un ragazzino nerd, appassionato di b-movie, che vive con sua madre Asia nel quartiere Esquilino. Passa le giornate col suo migliore amico Yang, un ragazzino italiano con una matrigna cinese, e insieme hanno riadattato lo scantinato del ristorante cinese "Dragonfly", in cui lavorano le loro madri, a una "tana" piena di videogiochi. Una tana in cui nascondersi da Nadir, il bulletto della zona, che li tartassa perché a Davide piace la stessa ragazza che piace a lui, Jasmine.
Un giorno, in fumetteria, Davide e Yang assistono a una proiezione di "Cintura nera", il b-movie in cui ha recitato Martino, e si illudono che quell'uomo possa insegnargli il kung fu per difendersi. Martino accetta la loro proposta solo per scroccare un alloggio nel ristorante cinese, ma del kung fu non sa niente. Li sottopone ad allenamenti senza capo né coda e regala a Davide la "pietra del cinabro", un oggetto di scena di "Cintura nera" che lui millanta avere dei grandi poteri. Gli dà anche consigli sulle donne, così Davide trova finalmente il coraggio di parlare con Jasmine, ma viene beccato da Nadir, che lo bullizza rubandogli la pietra del cinabro. 
Martino si imbatte in Asia, la mamma di Davide (che, oltre al lavoro da cameriera, gestisce un'associazione teatrale per migranti, un progetto per l'integrazione), e si invaghisce di lei. E si sta anche affezionando a quel ragazzino, al punto da andare da Nadir, sottrargli il cinabro e riportarlo al suo allievo. Martino decide di insegnare davvero il kung fu a Davide: tramite il suo vecchio maestro, Nando (in arte Nan-Dò), che a suo tempo addestrò il giovane Martino ai rudimenti dell'arte marziale. Nando sottopone Davide a un allenamento serio, grazie al quale il ragazzino trova il coraggio per sfidare Nadir e metterlo al tappeto. Nadir non prende bene la sconfitta e si rivolge ad Achille, un maestro cinese di kung fu che gestisce una palestra e che ha interpretato il cattivo di "Cintura nera". Ma, durante le prove sul set, accadde un fatto spiacevole: per sbaglio Martino tirò una gomitata ad Achille, fratturandogli il naso e rovinandogli la carriera da attore. Achille è assetato di vendetta e addestra Nadir al kung fu, per poi sfidare Davide e Martino. 
Martino opta per la ritirata, ma Davide ormai ha più coraggio del suo improbabile maestro. Gli lascia la pietra del cinabro e si reca allo scontro finale con Nadir, accompagnato dal fedele Yang. L'incontro avviene in un parcheggio sotterraneo e il pubblico sono i "ragazzini sfigati" del quartiere, con Jasmine capofila. Nadir è agguerrito, colpisce più volte Davide rischiando la squalifica e causando l'ira di Achille, che vuole un incontro regolare. Serve l'intervento di Martino, che giunge per lanciare al suo allievo la pietra del cinabro... ma Davide, nell'afferrarla, dà per sbaglio una gomitata in faccia a Nadir e Achille chiama la squalifica. Il pubblico urla il nome di Davide, ma a lui poco importa della sconfitta. Aiuta Nadir a rialzarsi e gli regala il cinabro. Achille, vedendo la scena, rivive l'onta subita all'epoca da Martino e lo aggredisce... è necessario l'intervento di Nando, che arriva a sorpresa e neutralizza Achille. 
Passano i mesi, Davide, Yang e Jasmine cominciano a frequentare il liceo, dove va anche Nadir, che ormai è diventato loro amico. Ma questa nuova pace dura pochissimo, visto che si imbattono in Ivan e nel suo gruppo: è lui il nuovo pupillo di Achille ed è anche il bullo che, all'insaputa di tutti, ha tartassato Nadir per un anno intero, mentre lui se la prendeva a sua volta con Davide e Yang.

## Distribuzione
Il film è stato distribuito il 6 aprile 2023 sulla piattaforma Prime Video.